# Melvin Mooney

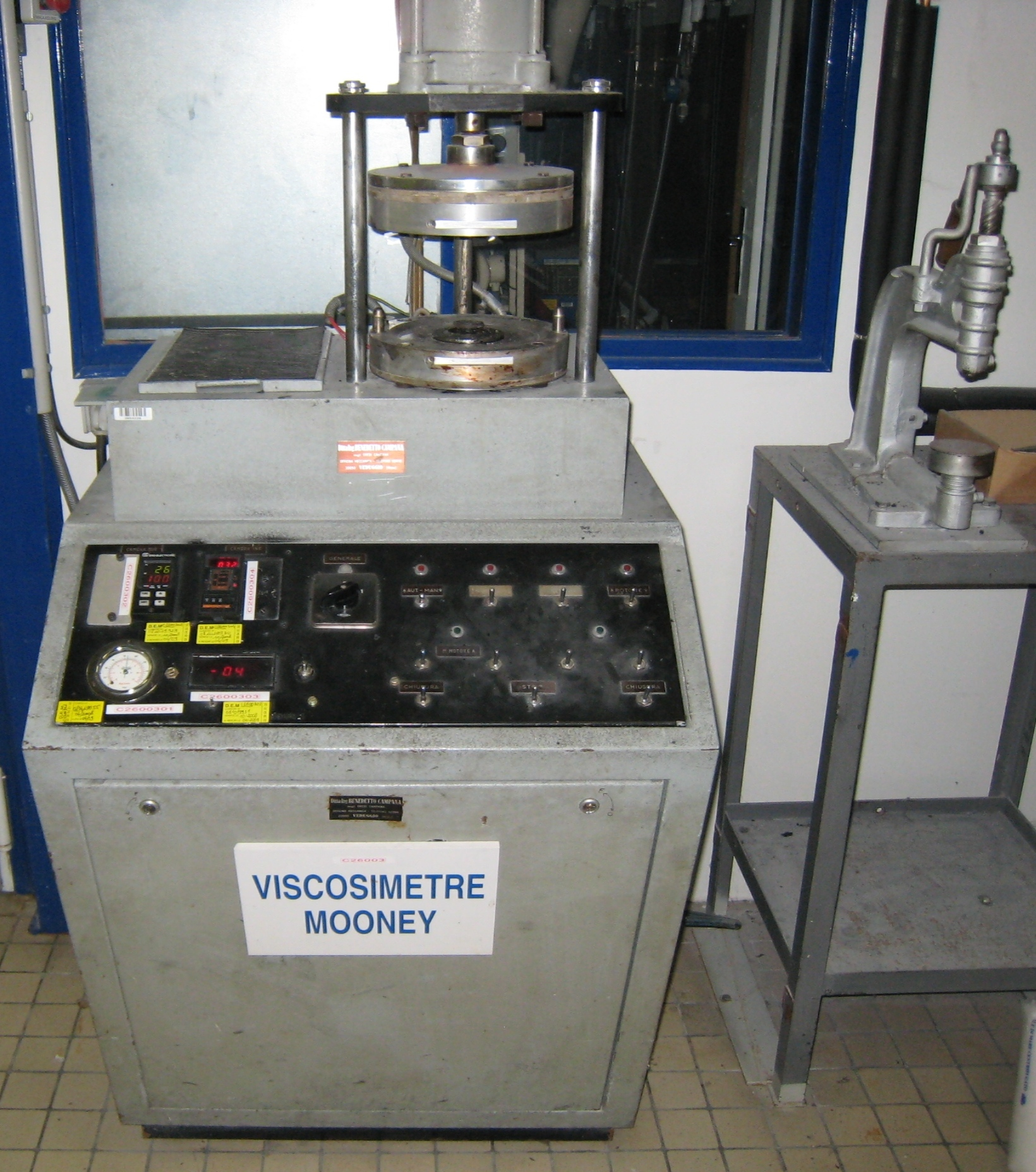
Un viscosímetro de Mooney.

Melvin Mooney (Kansas City, Misuri, 1893-1968) fue un físico estadounidense que trabajó ampliamente en el ámbito de la reología.
En 1917 se tituló como B. A. en la Universidad de Misuri, y en 1923 se doctoró en la Universidad de Chicago. Trabajó también en la United States Rubber Company.
Desarrolló el viscosímetro que lleva su nombre y otros equipos de ensayo usados actualmente en la industria de los derivados del caucho. Además propuso el modelo de material de Mooney-Rivlin, que modeliza adecuadamente el compartamiento tensión-deformación de muchos materiales hiperelásticos casi incompresibles.
Fue galardonado con la medalla Bingham de la Sociedad de Reología en 1948.